# 马富国
马富国（1963年10月—），男性，河南商丘人，中华人民共和国政治人物。商丘师范学校毕业，1981年7月参加工作，1984年9月加入中共，河南省委党校研究生班经济管理专业在职研究生学历。曾任中共鹤壁市委书记。

## 生平
马富国长期在商丘市任职。1998年2月任中共民权县委副书记；2003年8月任民权县县长；2005年5月任中共民权县委书记。2007年2月转任商丘市梁园区委书记；2011年9月任永城市市长；2015年2月任中共商丘市委常委、永城市委书记。2016年9月任河南能源化工集团董事长、党委书记。2018年9月任中共鹤壁市委书记，直到2024年1月卸任。